# Tadeusz Januszko
Tadeusz Januszko (ur. 19 kwietnia 1929 w Supraślu, zm. 20 maja 2022) – polski patolog, profesor nauk medycznych, rektor Akademii Medycznej w Białymstoku w latach 1973-1974.

## Życiorys
Syn burmistrza Supraśla - Ignacego. W czasie II wojny światowej pracował jako tkacz w zarządzanej przez Niemców fabryce włókienniczej w tym mieście. W latach 1950–1955 studiował na Akademii Medycznej w Białymstoku. W tym czasie należał do zespołu muzycznego "Rewelersi". Od 1951 był młodszym asystentem w Zakładzie Fizyki Lekarskiej. Od 1953 pracował w Katedrze i Zakładzie Patologii Ogólnej. W 1961 uzyskał doktorat na podstawie pracy O antytrombinie osoczowej i heparynowej, w 1968 habilitację na podstawie pracy Aktywność fibrynolityczna krwi. Od 1979 miał stanowisko profesora nadzwyczajnego, a od 1994 - zwyczajnego. W 1971 objął kierownictwo Zakładu Higieny AMB, a w 1974 także dyrektora Instytutu Medycyny Społecznej. Pełnił kolejno funkcje: prorektora ds. nauki (1972-1975, z przerwą w latach 1973-74, kiedy sprawował obowiązki rektora) i prorektora ds. dydaktyki i wychowania (1975-1981) Akademii Medycznej w Białymstoku, w tym pierwszego zastępcy rektora (1974-1977). W okresie sprawowania przez niego funkcji rektora powstał "Program Rozwoju Uczelni do 1990 roku" zakładający przekształcenie jej w wielowydziałową instytucję, rozbudowę szpitala klinicznego i Instytutu Stomatologii, budowę nowego domu studenta przy ulicy Żelaznej i budynku dla Kliniki Dermatologii. 
W pracy naukowej zajmował się badaniami nad układem krzepnięcia, fibrynolizą i desmofibrynolizą, które przyczyniły się do określenia mechanizmu przebiegu trzeciej fazy krzepnięcia krwi. Opracował własną metodę pomiaru inhibitora aktywacji plazminogenu. Był jednym z pierwszych uczonych na świecie, jacy wykazali antytrombinowe właściwości produktów plazminowej degradacji fibrynogenu i fibryny. Jako kierownik Zakładu Higieny prowadził badania stanu zanieczyszczeń rzek Narwi, Supraśli i Białej, stosowania fluoru w wodzie pitnej w Białymstoku, warunków środowiska pracy w 37 zakładach przemysłu terenowego ówczesnego województwa białostockiego. Doprowadził do wprowadzenia na Białostocczyźnie soli jodowanej. Był promotorem 2 przewodów habilitacyjnych i 9 doktorskich, autorem lub współautorem 146 prac naukowych.
Został pochowany na cmentarzu w Supraślu 24 maja 2022.

## Nagrody i odznaczenia
- Krzyż Kawalerski Orderu Odrodzenia Polski (1974)
- Srebrny Krzyż Zasługi (1969)
- Medal Komisji Edukacji Narodowej (1973)
- Odznaka honorowa „Za wzorową pracę w służbie zdrowia” (1965)
- wpis do księgi pamiątkowej zasłużonych dla Białegostoku (1978)